# 夷姜
夷姜（？—前696年），中国春秋时期衛莊公之妾（可能是正室夫人莊姜的媵女，兩人可能是同族或親生姐妹），与庄公之子卫宣公私通。 
杨树达《积微居金文说》卷七瞏卣跋，瞏卣上有夷姜之名。宣公私通庶母夷姜，生下急子（太子伋），后自缢而死。